# Aging and Disease
Aging and Disease es una revista médica bimestral de acceso abierto revisada por pares publicada por JKL International  en nombre de la Sociedad Internacional sobre el Envejecimiento y las Enfermedades . Cubre todos los temas relacionados con la biología del envejecimiento , la fisiopatología de las enfermedades relacionadas con la edad y los tratamientos novedosos para las enfermedades que afectan a los ancianos. La revista se estableció en 2010 [2] y los editores en jefe son Kunlin Jin ( Universidad del Norte de Texas ), Ashok K. Shetty ( Facultad de Medicina del Centro de Ciencias de la Salud de Texas A&M ) y David Greenberg ( Instituto Buck para la Investigación sobre Envejecimiento ). El factor de impacto de la revista en 2021 era de 9,968.
Según SCI Journal, el factor de impacto actual (2022) de la revista es 6,745.

## Resumen e indexación
La revista está resumida e indexada en: PubMed Central,  Science Citation Index Expanded y BIOSIS Previews. 

## Métricas de revista
2022
- Web of Science Group : 6.745
- Índice h de Google Scholar: 63
- Scopus: 9.458